# Leukothea (planetoïde)
(35) Leukothea is een planetoïde in de planetoïdengordel tussen de banen van de planeten Mars en Jupiter. Leukothea draait in 5,17 jaar om de zon, in een ellipsvormige baan die ongeveer 8° helt ten opzichte van de ecliptica. De afstand tot de zon varieert tijdens een omloop tussen de 2,307 en 3,672 astronomische eenheden.

## Ontdekking en naamgeving
Leukothea werd op 19 april 1855 ontdekt door de Duitse astronoom Robert Luther in Düsseldorf. Luther had eerder al drie andere planetoïden ontdekt (in 1852 (17) Thetis, in 1853 (26) Proserpina en in 1854 (28) Bellona) en zou in totaal 24 planetoïden ontdekken.
Leukothea is genoemd naar Leucothea, een zeegodin of zeenimf uit de Griekse mythologie.

## Eigenschappen
Leukothea wordt door spectraalanalyse ingedeeld bij de C-type planetoïden, wat betekent dat ze een relatief laag albedo heeft en een donker oppervlak. C-planetoïden zijn rijk in organische verbindingen. Leukothea draait in 32 uur om haar eigen as, wat relatief langzaam is voor een planetoïde van haar grootte. Er zijn extremere gevallen bekend, zoals (288) Glauke, die toevallig ook door Robert Luther ontdekt werd.